# 萨瓦城
萨瓦城（法語：Ville-Savoye，法語發音：[vil savwa]）是法国上法蘭西大區埃纳省的一个市镇，属于苏瓦松区。

## 地理
萨瓦城（49°17'37"N, 3°38'24"E）面积2.64 平方千米，位于法国上法蘭西大區埃纳省，该省份为法国北部内陆省份，北起北部省，西接索姆省和瓦兹省，东临阿登省和马恩省，西南至塞纳-马恩省，东北部与比利时接壤。
与萨瓦城接壤的市镇（或旧市镇、城区）包括：蒙圣马丹、菲姆、巴佐什和圣蒂博。

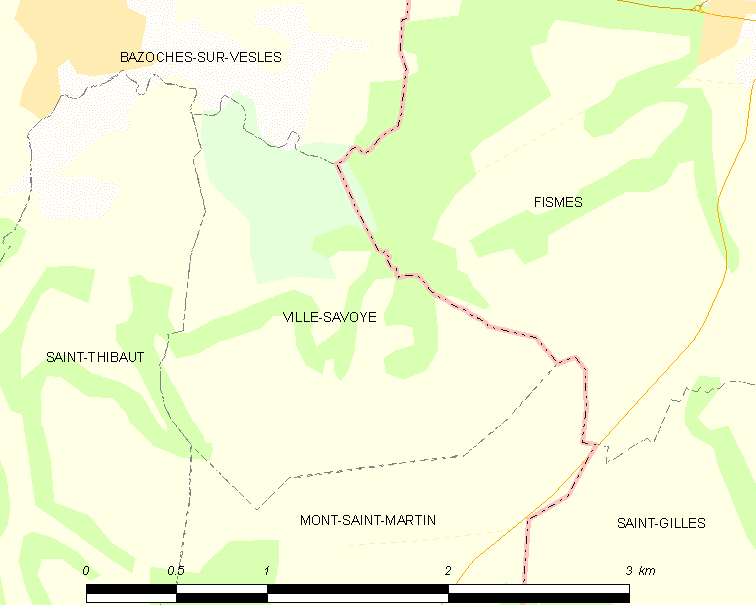
萨瓦城的OSM定位图

萨瓦城的时区为UTC+01:00、UTC+02:00（夏令时）。

## 行政
萨瓦城的邮政编码为02220，INSEE市镇编码为02817。

## 政治
萨瓦城所属的省级选区为塔德努瓦地区费尔县。

## 人口

1962-2008年间萨瓦城人口变化图示

萨瓦城于2022年1月1日时的人口数量为83人。